# Райнер Генкель
Райнер Генкель (нім. Rainer Henkel, 27 лютого 1964) — німецький плавець.
Призер Олімпійських Ігор 1988 року, учасник 1984 року. Чемпіон світу з водних видів спорту 1986 року, призер 1986 року.
Чемпіон Європи з водних видів спорту 1987 року, призер 1985 року.